# کونستوگا (پنسیلوانیا)
کونستوگا (به انگلیسی: Conestoga) یک منطقهٔ مسکونی در ایالات متحده آمریکا است که در شهرستان لنکستر، پنسیلوانیا واقع شده‌است. کونستوگا ۱٬۲۵۸ نفر جمعیت دارد.